# Aaron (Jeropkin)
Aaron (světským jménem: Afanasij Vladimirovič Jeropkin, v schimě Alipij;kolem roku 1663, Moskva – 12. května 1740, Nilo-Stolobenská pustyň) byl ruský pravoslavný duchovní Ruské pravoslavné církve, biskup korelský a ladožský, vikář novgorodské eparchie.

## Život
Narodil se okolo roku 1663 v Moskvě jako člen starobylého šlechtického rodu Jeropkinů. Byl synem stolníka, který sloužil na dvoře cara Fjodora III. Alexejeviče. Zúčastnil se Krymského tažení, věnoval se diplomacii a po uzavření věčného míru s Polsko-litevskou unií se stal jako jeho otec stolníkem.
Po pádu carevny Žofie Alexejevny byl příznivcem Miloslavců. Roku 1689 odešel do Nilo-Stolobenské pustyně, kde 6. srpna 1691 byl postřižen na monacha se jménem Aaron.
Díky metropolitu novgorodském a velikolukském Iovu byl pokladníkem a poté stavitelem a představeným pustyně. Od května 1700 se stal představeným Oněžského monastýru Povýšení svatého Kříže na ostrově Kij v hodnosti igumena.
V lednu 1704 byl povýšen na archimandritu Valdajského Iverského monastýru a následně spravoval Chutynský monastýr.
Dne 21. listopadu 1708 se stal představeným monastýru svatého Jiří v Novgorodu.
Roku 1714 byl zvolen biskupem korelským a ladožským a vikářem novgorodské eparchie. Dne 24. ledna 1714 proběhla v Moskvě jeho biskupská chirotonie.
Od 3. února 1716 do 6. ledna 1721 byl dočasným správcem novgorodské eparchie, která se proslavila velkými výdaji na charitu a vzdělání. Roku 1719 byl s jeho požehnáním vysvěcen první chrám obnoveného Valaamského monastýru. Byl přítomen u schvalování Duchovního předpisu roku 1721. Stejného roku byl obviněn ze zneužívání financí a roku 1723 byl penzionován a odešel do Nilo-Stolobenské pustyně.
Dne 6. listopadu 1727 byl novgorodským biskupem Feofanem (Prokopovičem) navrácen zpět na vikářský post, nicméně pro konflikt s ním byl 1. července 1730 znovu penzionován. Po žádosti carevně Anně Ivanovně o jeho ochranu byl roku 1735 na příkaz Feofana držen v pustyni bez práva psát a řídit pustyň.
Před svou smrtí přijal velkou schimu se jménem Alipij. Zemřel 12. května 1740 v Nilo-Stolobenské pustyni.